# Broche celtique

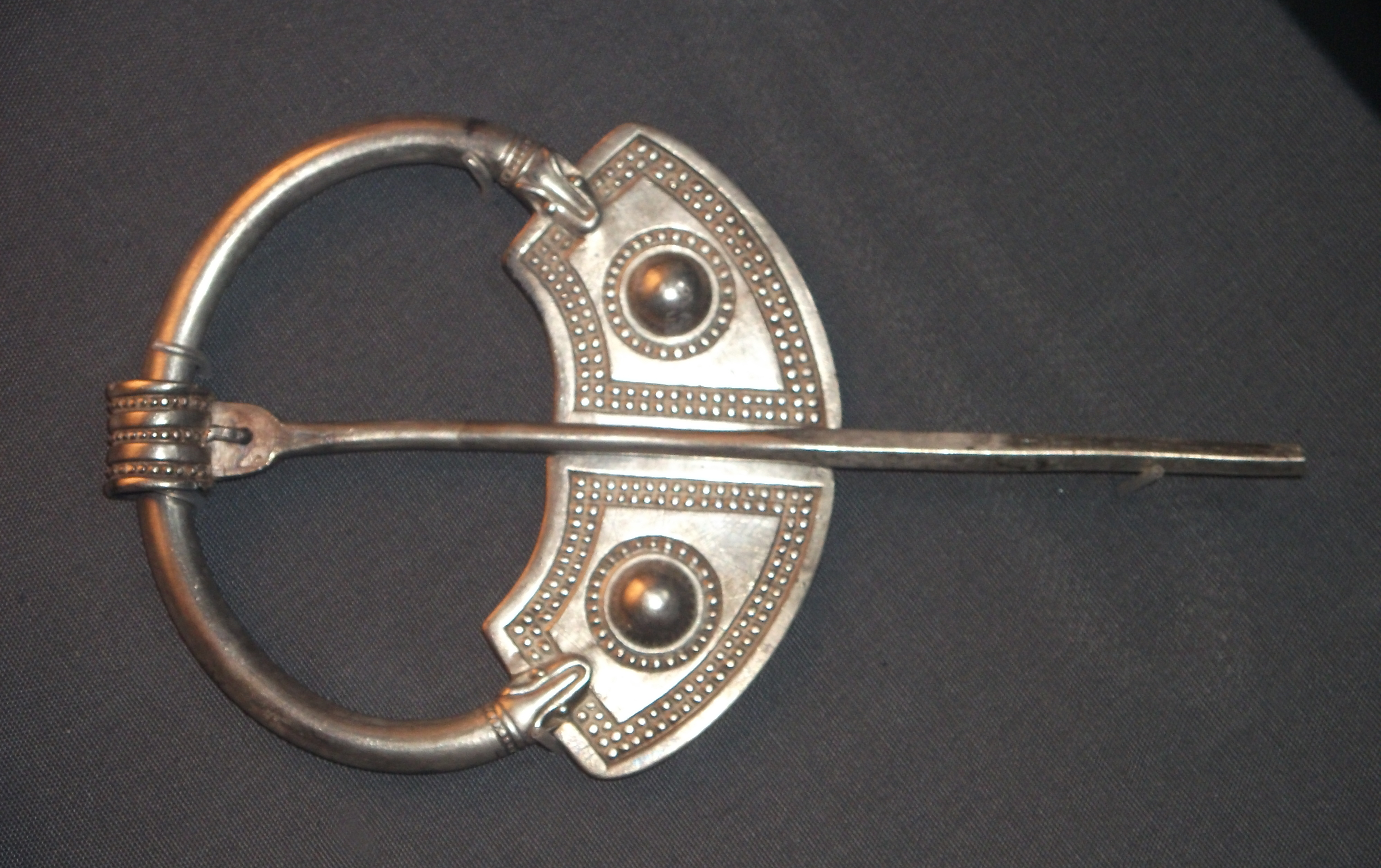
Fibule d'argent de l'ère viking faisant partie du trésor de Penrith.

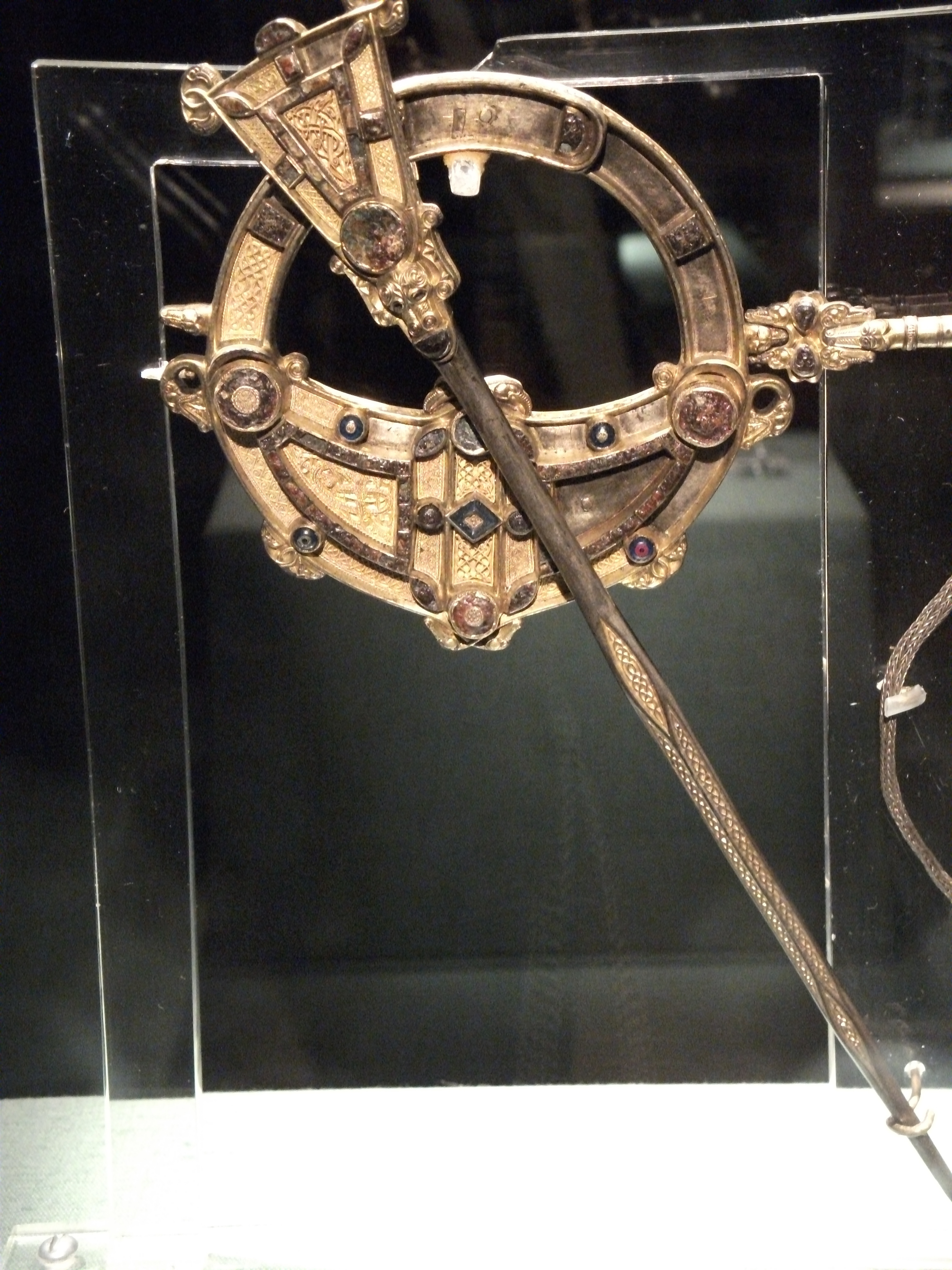
La fibule pseudo-penannulaire de Tara (art irlandais, début du VIII), l'une des plus célèbres, est décorée sur ses deux faces.

La fibule celtique ou broche pénannulaire (formée d'un anneau interrompu) est une pièce d'orfèvrerie qui se caractérise par sa taille importante. Quoiqu'on en trouve de semblables dans d'autres parties du monde, et à diverses époques (comme au Maghreb contemporain), elle est généralement associée au haut Moyen Âge britannique.
D'abord simples accessoires vestimentaires à l'âge du fer et l'ère romaine, les « broches » désignent les fibules de métal précieux richement décorées des élites d'Irlande et d'Écosse entre 700 et 900 de notre ère (« fibule » est le mot d'origine latine : il est employé dans la plupart des langues modernes d'Europe, hormis par les anglicistes). Ce sont des bijoux typiques d'orfèvrerie profane de l'art celtique final, ou, pour reprendre le terme des historiens, de l'art insulaire. Ces bijoux ont évolué vers des formes plus dépouillées tout au long de l'ère des Vikings dans les îles Britanniques jusqu'au XIe siècle, comme les broches à fleur de chardon (en anglais : thistle brooch).

## Description
Ces accessoires comportent une longue épingle coulissant à son extrémité autour d'un anneau. Dans les broches proprement penannulaires, l'anneau n'est pas complet : un intervalle permet de dégager l'épingle ; dans les broches dites pseudo-penannulaires, cet intervalle est comblé par un élément rapporté, amovible. Ce dernier type de broche est plus fragile que le premier.
Ces broches étaient portées par les hommes comme par les femmes, mais les hommes la portaient généralement à l'épaule, et les femmes sur la poitrine, l'épingle pointant vers l'extérieur ; une vieille loi irlandaise dit qu'en cas de blessure par l'épingle d'une broche, celui qui la porte n'est pas en tort si l'épingle n'est pas protubérante et si elle est convenablement recourbée,. Les broches les plus ornementées reflétaient clairement le statut social élevé de leur propriétaire, et elles étaient portées aussi par le clergé, au moins en Irlande,, mais probablement davantage pour fermer les capes et d'autres manteaux de voyage, que des vêtements d'usage quotidien. Le Senchas Mór, une loi bretonne, spécifiait que les fils des grands rois, lorsqu'ils étaient en nourrice, devaient porter des « broches dorées serties de cristal », les enfants de princes des broches d'argent.

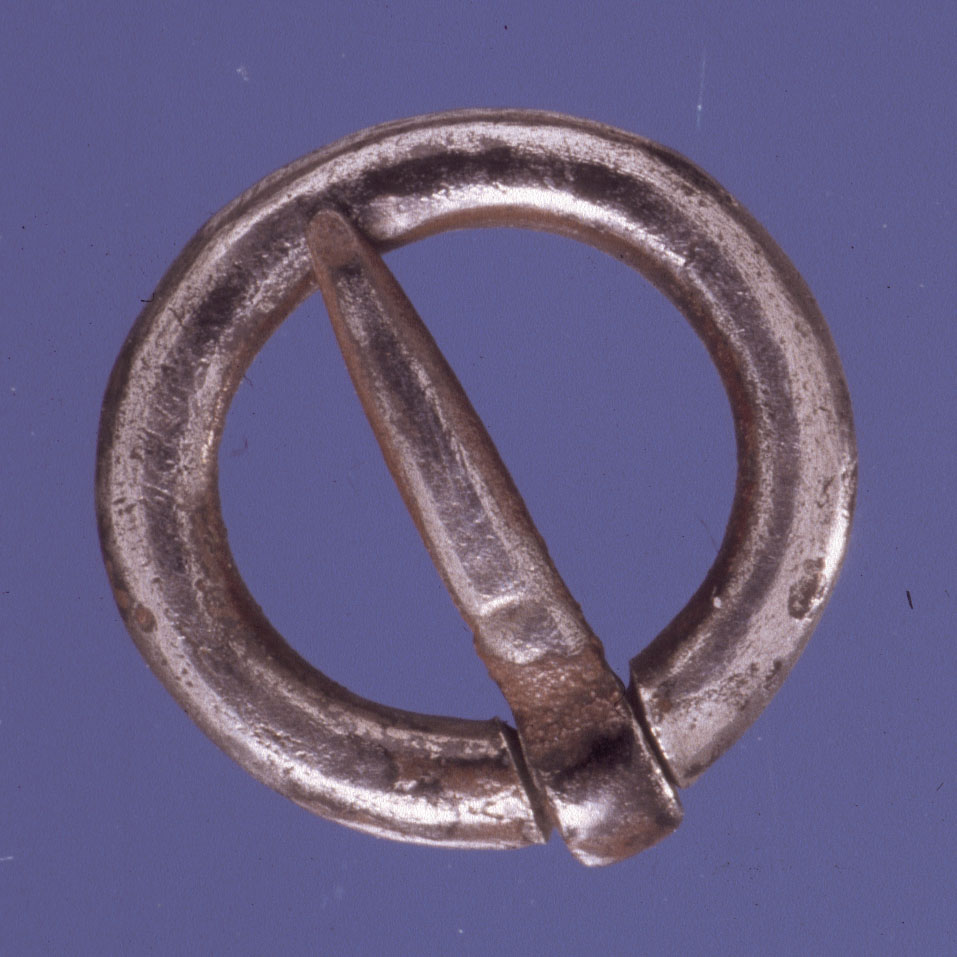
Broche médiévale en argent (l'épingle est fixe).
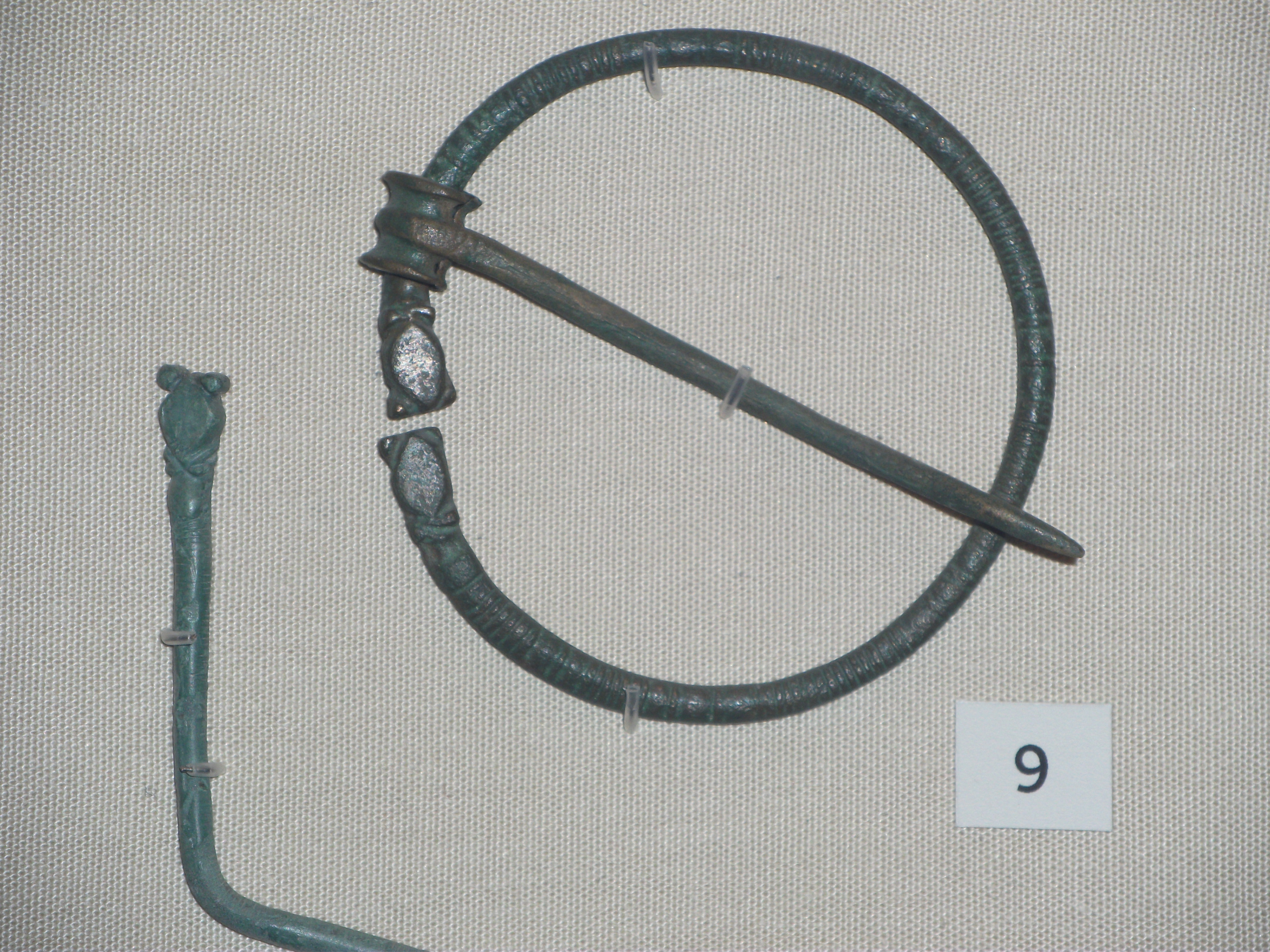
Fibule de Bretagne romaine en bronze
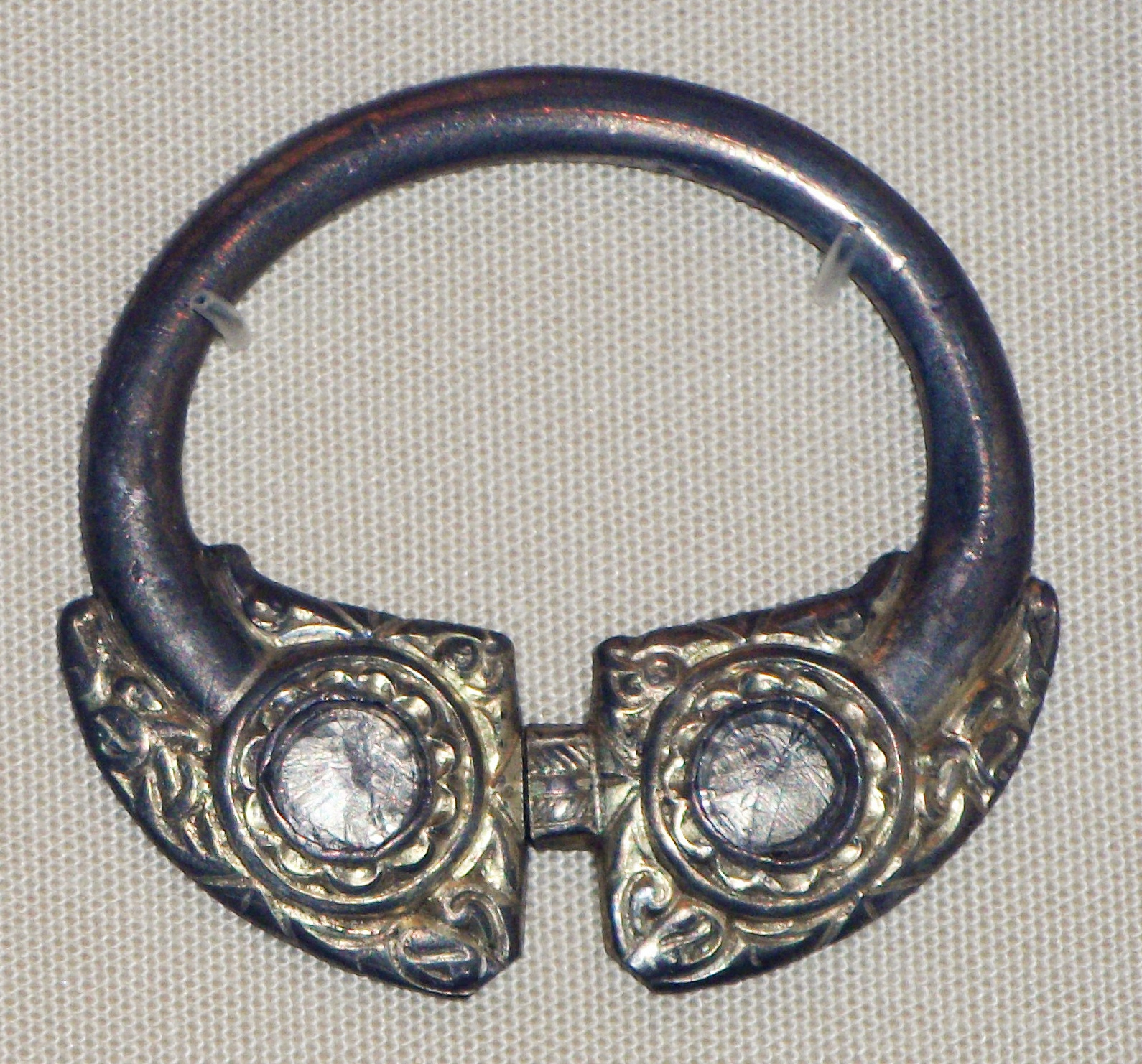
Broche pseudo-penannulaire (l'épingle est manquante)
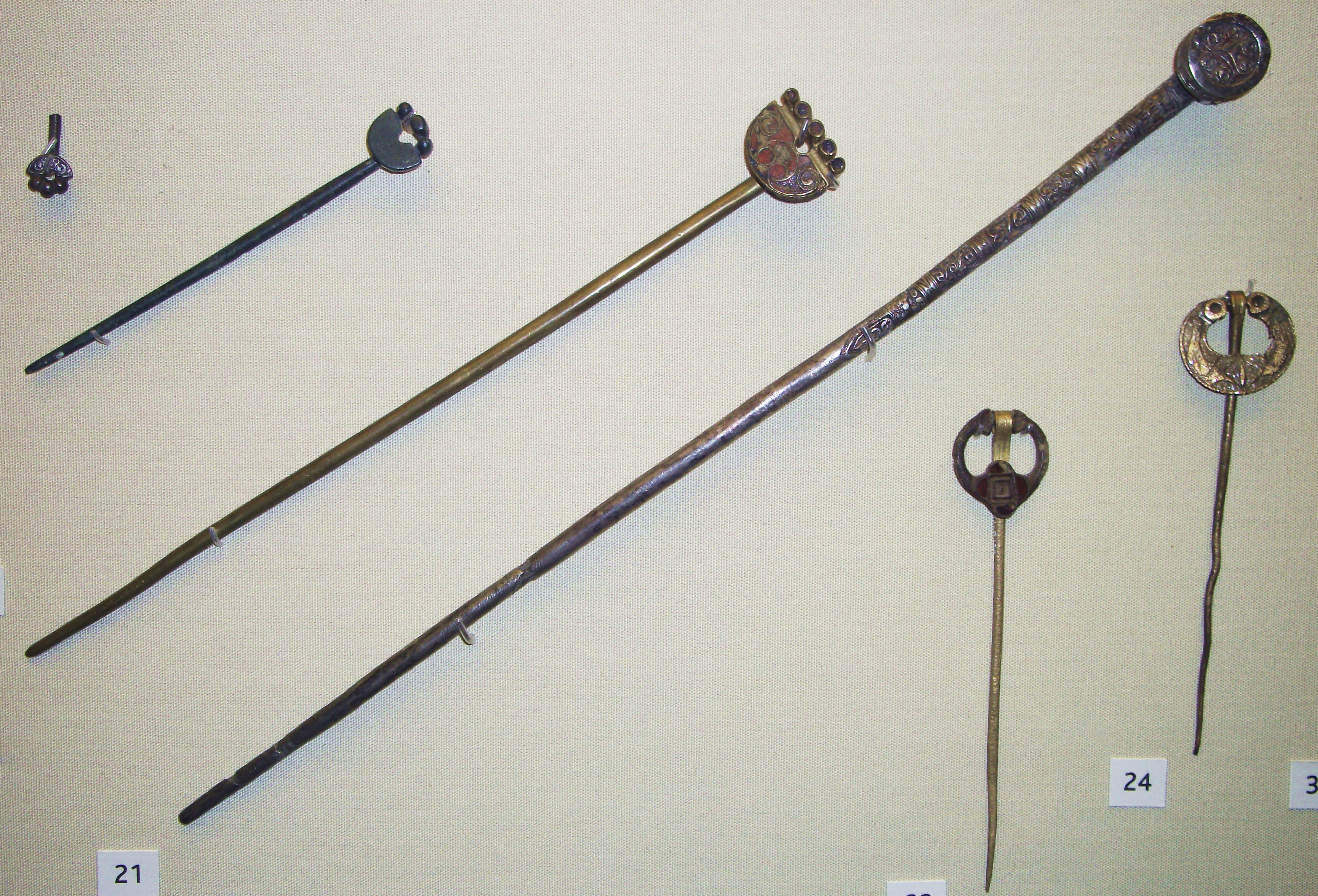
Épingles

## Fixation

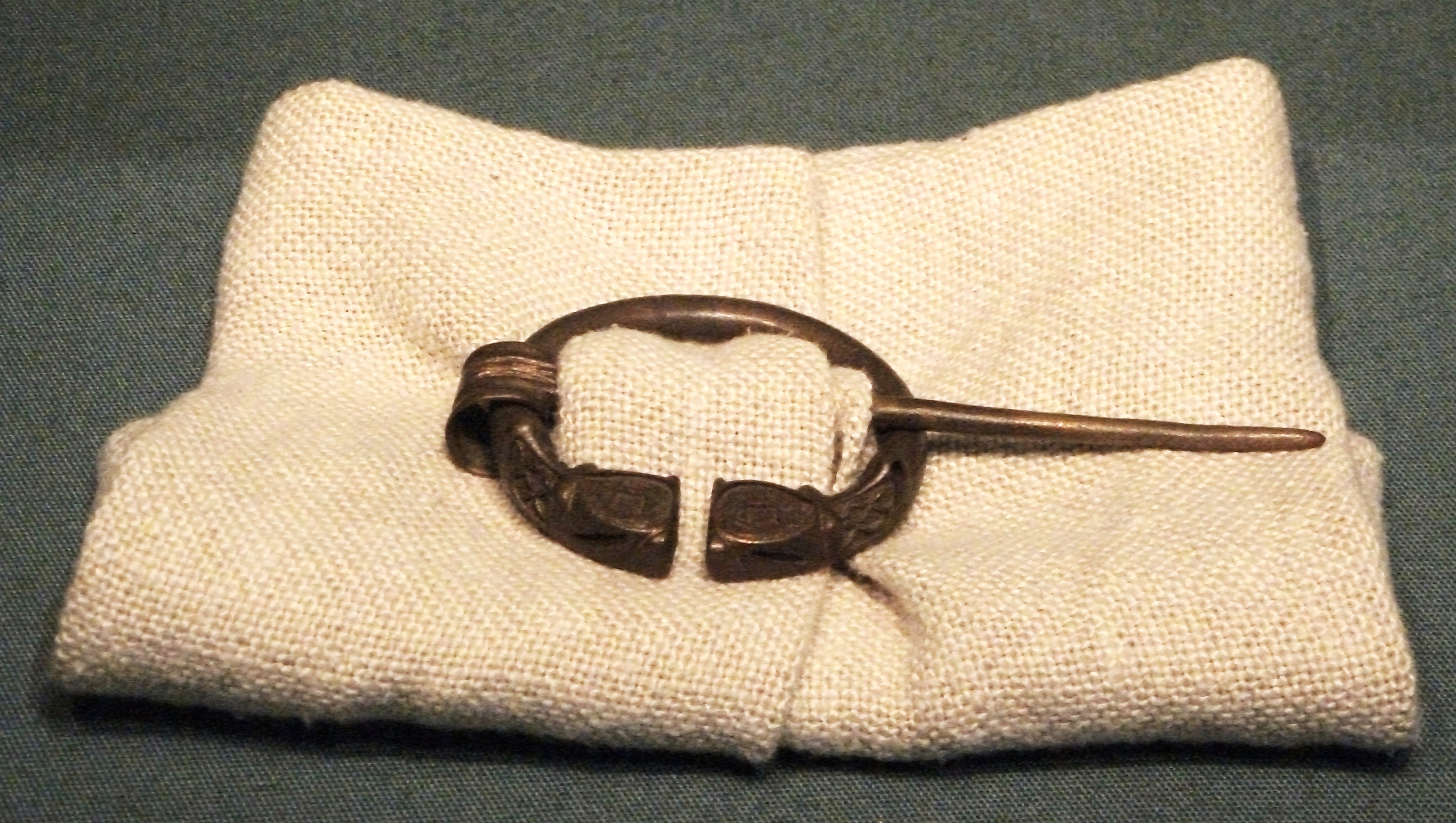
Imitation moderne, montrant comment on fixait les fibules.

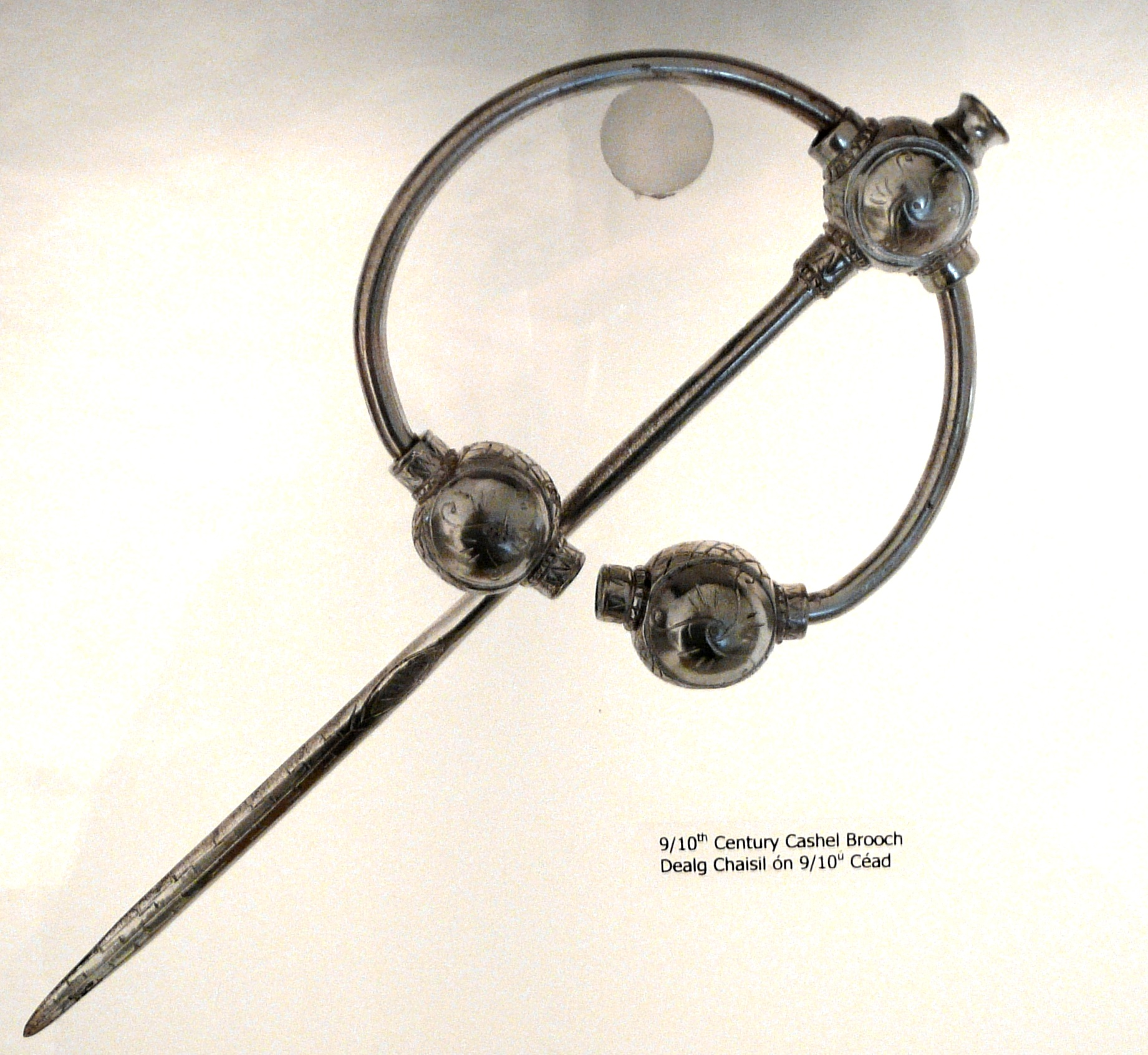
Fibule trouvée au Rock of Cashel.

Avec la broche pénannulaire, c'est-à-dire celle en forme d'un anneau interrompu, on plante l'épingle à travers un pli du tissu, et on en ramène l'extrémité à l'intérieur de l'anneau puis on tourne sa boucle en glissant sur l'anneau d'un quart de tour, de sorte que la pression du tissu la bloque.
Quant aux broches pseudo-pénannulaires, les choses sont moins simples et il n'y a pas d'accord sur la manière dont on les portait : sans doute cela variait-il d'une broche à l'autre. Tantôt des plis du tissu étaient engagés dans la boucle jusqu'à ce qu'on puisse les percer par l'épingle, puis le pli était étalé pour que l'épingle presse contre l'anneau : c'est la meilleure technique pour les broches dont l'épingle ne dépasse pas le diamètre de l'anneau ; tantôt on épinglait le tissu verticalement, laissant pendre l'anneau sur le tissu. La troisième méthode consistait à retenir l'extrémité de l'épingle par une chaînette ou un fil à l'anneau (l'anneau des broches pseudo-pénannulaires étant complet) : c'est probablement de cette façon qu'était fixée la broche de Tara. Enfin dans quelques cas l'épingle, amovible, était fixée par un écrou ou un clou. Si, pour certaines broches pseudo-pénannulaires comme celle de Londesborough (ci-dessous), l'épingle se fixe au-dessus de l'anneau, pour d'autres on doit la passer en travers de l'anneau (le chas de l'épingle devant) ; on a présenté la broche de Tara dans ces deux configurations. Ce dernier dispositif est le plus fréquent pour les broches tardives (du IXe siècle).
Les spécialistes s'étonnent que la broche pénannulaire, simple et efficace, ait évolué vers l'anneau fermé (broches pseudo-pénannulaires), bien qu'il soit assez clair que cela permettait de consolider la broche. Il faut dire aussi que dans plusieurs broches pénannulaires, l'espace entre les extrémités de l'anneau est à peine suffisant pour pouvoir engager l'épingle.

## Histoire

### Période romaine et brittonique
Sous l'occupation romaine, les fibules en bronze, en fer et, plus rarement, en argent, étaient un accessoire d'habillement très ordinaire, dépourvu de connotation sociale, et leur ornementation se limitait à des motifs simples. Le bossage périphérique, indispensable pour empêcher la perte de l'épingle, était exécuté par simple pliage du métal ; mais vers la fin de la province romaine de Bretagne, aux IIIe et IVe siècles, un type particulier de broche à motifs zoomorphes et effigies humaines ou animales, fit son apparition certaines étaient émaillées, mais l'épingle n'était guère plus grande que le diamètre de l'anneau,,. On les trouve surtout dans le sud-ouest de l'Angleterre et au Pays de Galles, où elles semblent avoir connu une réelle vogue, avant de disparaître au ve siècle, mais de réapparaître en Irlande aux VIe – VIIe siècles. Avec ce nouveau modèle, les extrémités de l'anneau ont gagné en taille : aplaties et ornées d'émail ou de verre coloré, elles comportaient des arabesques ou parfois des motifs zoomorphes. L'épingle est souvent de deux fois le diamètre de l'anneau,. La sphère d’influence culturelle irlandaise recouvrait alors l'essentiel de la côte ouest de l’Écosse, et ches les tribus pictes d’Écosse orientale, les broches ont connu des transformations tout aussi importante, quoique l'ornementation soit différente : elle s'inspirait tantôt de celle des pièces d'harnachement, tantôt de celle des reliquaires chrétiens et d'autres pièces d'orfèvrerie religieuse.

### L'âge d'or

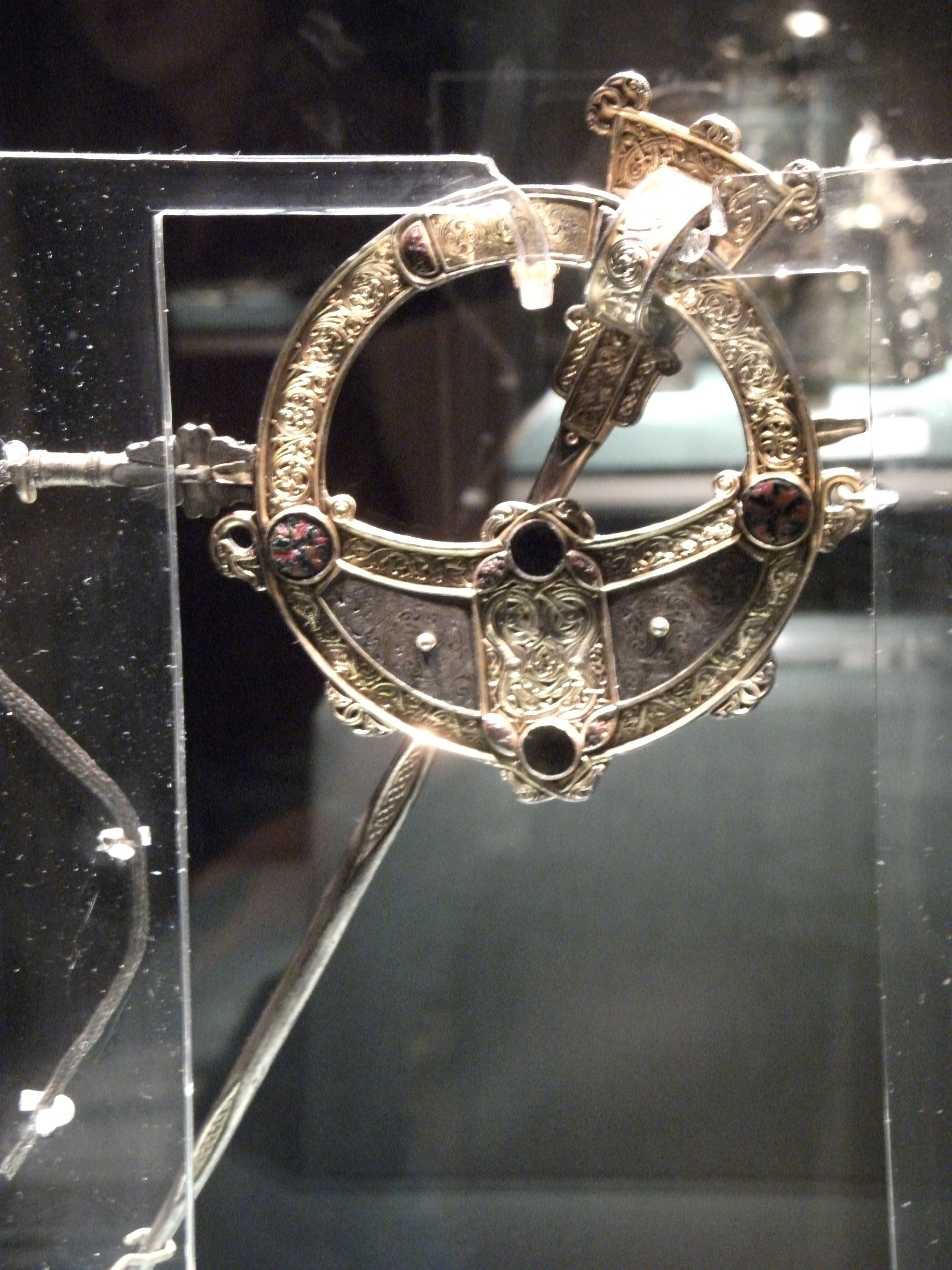
Avers de la broche de Tara.

Dans les premières années du VIIIe siècle, les artisans se mirent à fabriquer des broches en métal précieux de grande taille, fort ouvragées et incrustées de gemmes. Exploitant tout le répertoire héraldique de l'orfèvrerie, elles marquaient indiscutablement le statut social de leur porteur. Cette mode allait perdurer deux siècles ; parmi ces broches, celles des Pictes sont de facture beaucoup plus homogène que les irlandaises, ce qui semble indiquer qu'elles ont été fabriquées pendant une période plus courte, peut-être, comme le suggère Youngs, « entre le milieu du VIIIe siècle et le début du IXe siècle. » Bien que chaque item soit d'une ornementation propre, une gradation est perceptible dans la richesse des motifs. L'Irlande n'avait pas connu jusque-là de tradition de luxe dans les broches, et cette évolution a pu résulter des contacts avec les élites continentales déjà habituées à faire de ces fibulae la marque de leur rang ; et certainement, ces contacts se sont multipliés à l'époque, ne serait-ce que par l'évangélisation et la circulation des moines.
Plusieurs indices, tant archéologiques que littéraires, indiquent que les fibules en métal précieux étaient la marque d'un rang royal, de même que le manteau de pourpre, et c'est sans doute pourquoi le Christ et la Vierge Marie sont représentés portant ce bijou sur des haute croix de Monasterboice. Tous les spécimens (plus de 50 au total, parfois incomplets pour les spécimens irlandais[réf. incomplète],), ont été découverts lors de fouilles ou au détecteur de métaux, et chaque fois que l'on dispose d'une description des circonstances détaillées de la mise au jour, on trouve que bien peu viennent de sépultures : la plupart font partie d'un trésor. Celles retrouvées dans des tombes sont de facture souvent ancienne comme cette broche irlandaise du VIIIe siècle retrouvée dans une tombe viking de Westray, dans les Orcades, ou comme dans le cas de la broche de Kilmainham,,. Les broches très décorées portent souvent au revers un nom rayé, celui de leur propriétaire présumé, en écriture runique ; les broches plus dépouillées, en bronze ou autre métal, sont évidemment beaucoup plus nombreuses.
Les broches irlandaises les plus travaillées sont pseudo-pénannulaires, alors que les écossaises conservent pour la plupart une forme authentiquement pénannulaire. La plupart sont en vermeil, avec une dorure partielle ; d'autres sont de métal doré (bronze ou alliage. On ne connaît qu'une seule broche irlandaise en or massif, celle de Loughan, Comté de Londonderry (IXe siècle), un peu plus fruste que la plupart de cette catégorie,). Mais certaines broches comportent une gouttière en repoussé qui devait servir à la lester de plombs pour lui donner le poids d'une fibule en métal précieux.
En Irlande, le chas de l'épingle pouvait être plié à chaud pour le décorer, parfois en utilisant une plaque en losange, comme dans le cas de la Broche de Tara ; en Écosse, les chas d'épingle étaient simplement obtenus en recourbant l'épingle sur elle-même Les extrémités de l'anneau des broches écossaises affectent souvent des formes lobées ou carrées distinctives, qui recouvrent l'anneau des deux côtés, alors que pour les broches irlandaises, elles se terminent en courbe à l'intérieur de l'anneau, ou parfois forment une corde. Dans ces broches irlandaises, les deux extrémités de l'anneau peuvent être reliées par de minces bandes de métal, ou être recouvertes par une plaquette ; les broches retrouvées avec le Calice d'Ardagh présentent ces deux types.

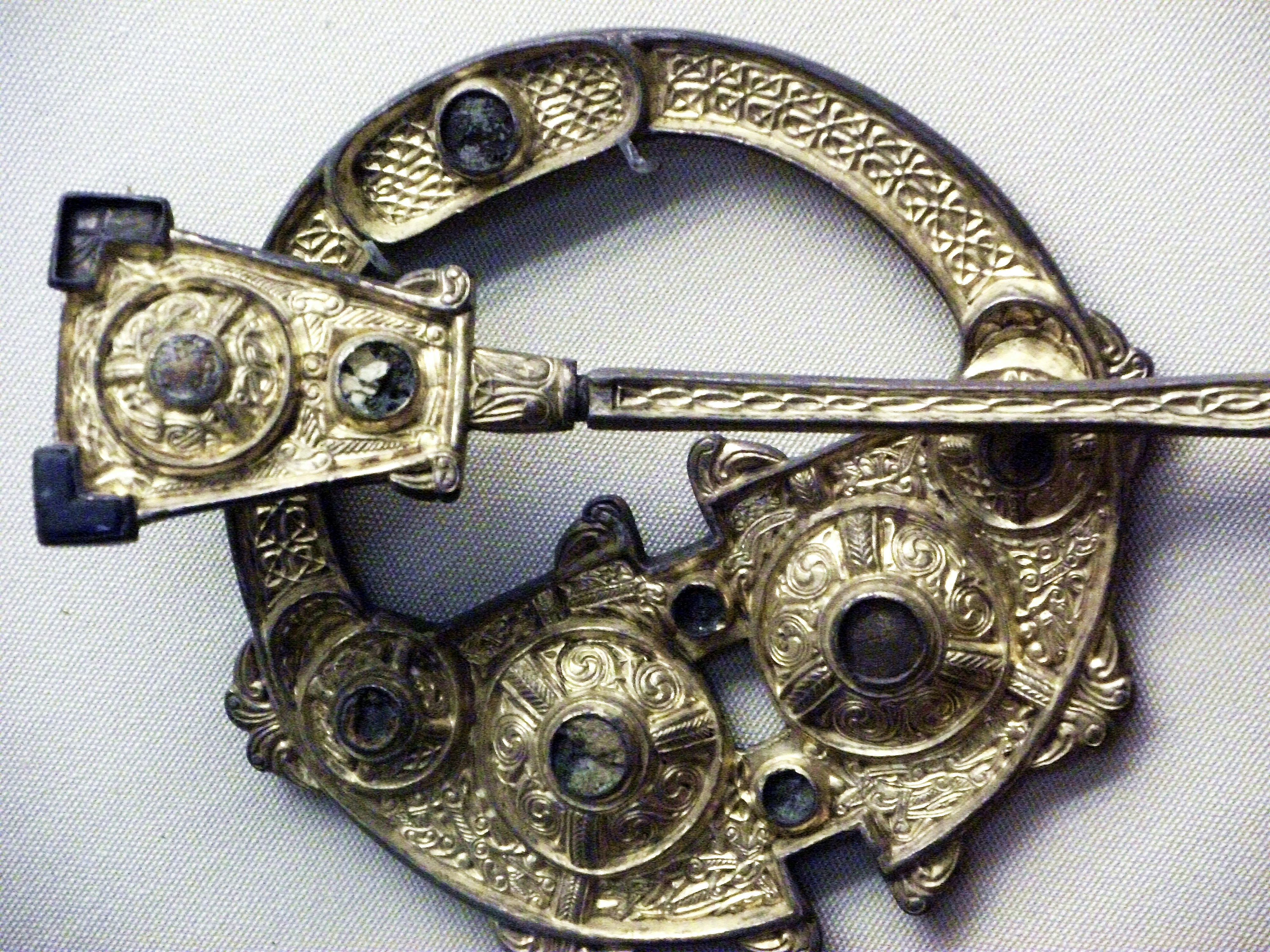
Détail de la broche de Londesborough.

Le corps de ces broches était en principe coulé, et l'on a retrouvé plusieurs moules bipartites pour fondre des broches,. De nombreuses broches comportent des logements (souvent hémisphériques, mais non exclusivement) pour recevoir un bijou ou un bossage de verre, d'émail, d'ambre ou des pierres gemmes locales, mais non des pierres précieuses ni même les grenats propres à la bijouterie anglo-saxonne. Toutefois les millefiori que l'on a retrouvés, par exemple à Sutton Hoo, semblent avoir été importés d'Italie.
Comme le signale Youngs, « La variété des matériaux et techniques déployée recouvre tout le savoir-faire en orfèvrerie » : de la taille-douce aux inclusions en niellage, émail de verre et champlevé, en passant par la gravure sur puce, le repoussage et le filigrane ; deux techniques sont toutefois absentes : l’opus interrasile, typique de l'orfèvrerie byzantine et le cloisonné caractéristique de l'orfèvrerie continentale, en particulier les grandes fibules d'émail à grenats, telles celles de Sutton Hoo et du trésor du Staffordshire. Sur les broches dorées, l'émail est réservé aux bossages qui rythment la composition ; les plaquettes en champlevé des broches antérieures sont peut-être un écho d'une pratique ancienne, mais la datation est délicate.
L'ornementation de certaines broches est si riche qu'on ne peut l'apprécier qu'en examinant l'objet de près, et même l'envers est très richement ornementé : c'est le cas de la broche de Tara, dont l’ornementation est d'ailleurs différente entre l'avers (entrelacs et motifs zoomorphes) et l'envers (triskeles et motifs spiralés,,). Les plus belles broches des musées de Londres (Londesborough) et d’Édimbourg, (broches de Hunterston) se rangent dans la même catégorie. L'envers est généralement gravé, tandis que les rinceaux sont réservés à l'avers : cette différence peut s'expliquer par la nécessiter de ne pas abîmer le vêtement en épinglant l'agrafe.
Il est rare de pouvoir dater les broches par le contexte des fouilles, et en ce qui concerne du moins les spécimens les plus anciens, les archéologues s'en remettent le plus souvent à la comparaison des motifs avec ceux des enluminures insulaires : on a par exemple longtemps rapproché l'ornementation de la broche de Tara avec l'enluminure des Évangiles de Lindisfarne, que l'on date entre 698 et 715. Les similitudes sont une certaine horror vacui, bien perceptible dans la page tapis du manuscrit. La broche et les Évangiles mêlent des éléments stylistiques de diverses origines (art celtique de La Tène, bestiaire germanique et style classique et méditerranéen) avec un art proprement insulaire.

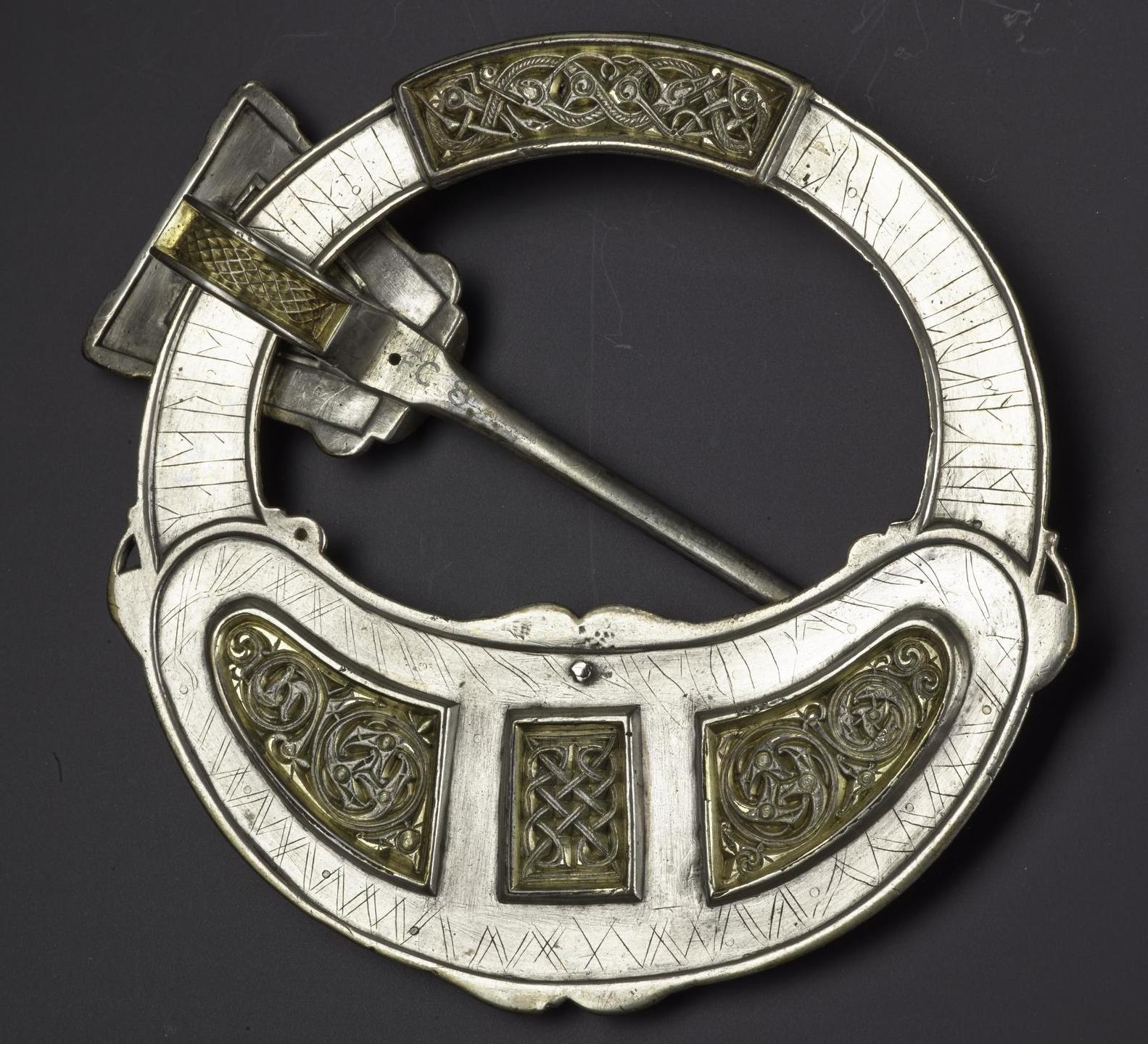
Envers de la broche de Hunterston : découverte en Écosse avec une marque Viking, la richesse de l'ornementation témoigne de son origine irlandaise.
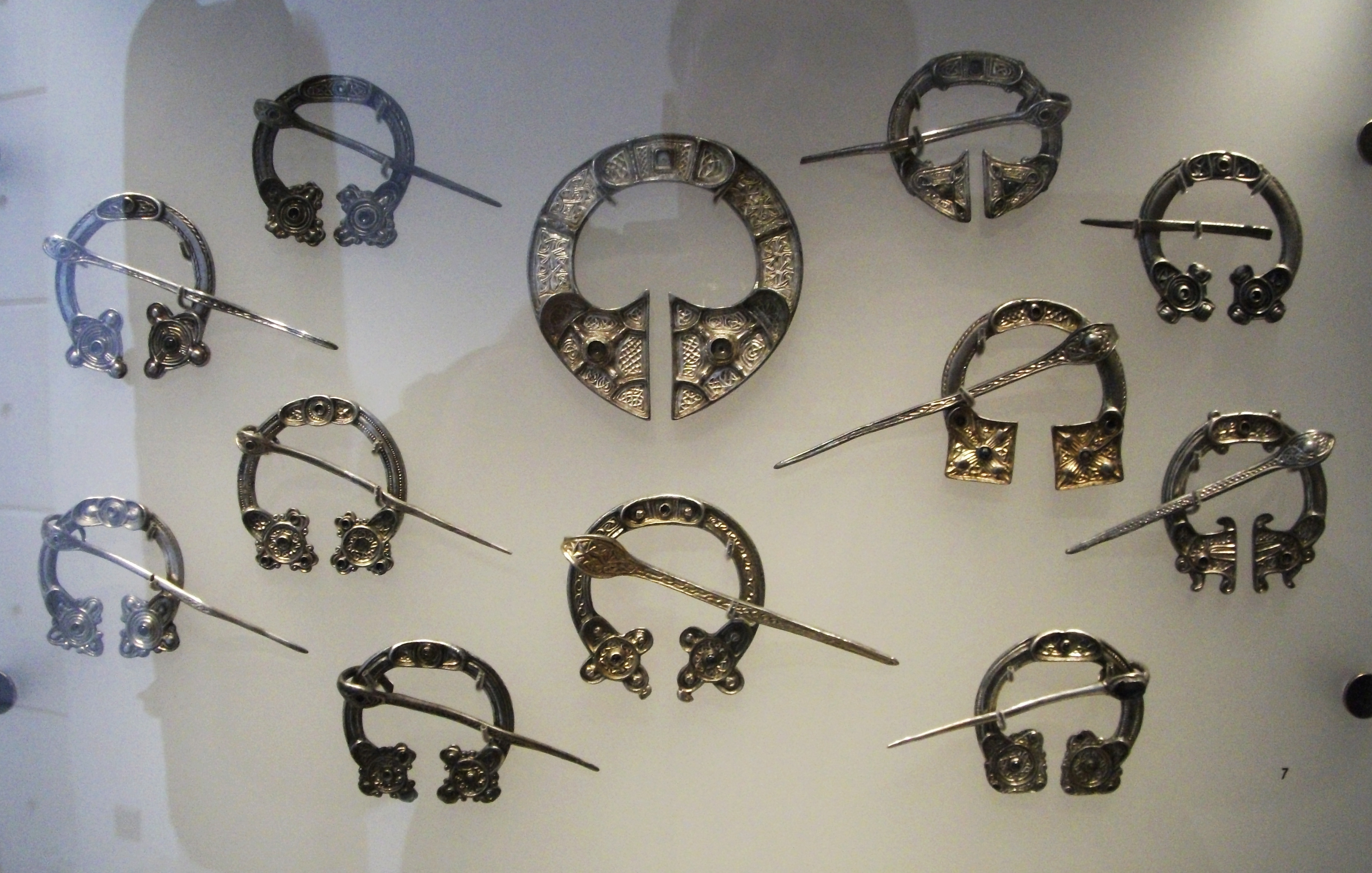
Broches du Trésor de Saint-Ninian, aux terminaisons typiquement pictes
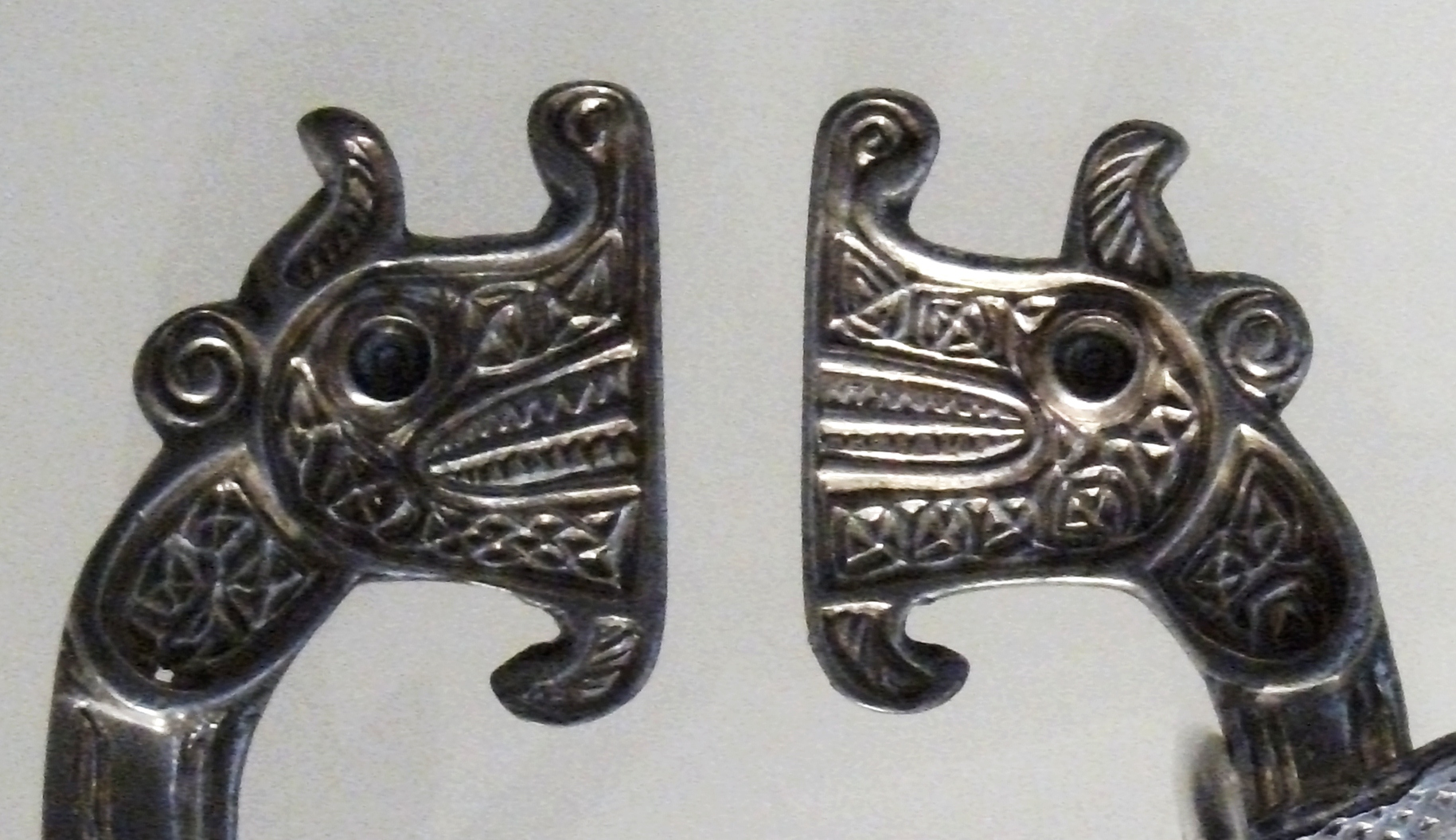
Motif picte : animaux affrontés (trésor de Saint-Ninian)
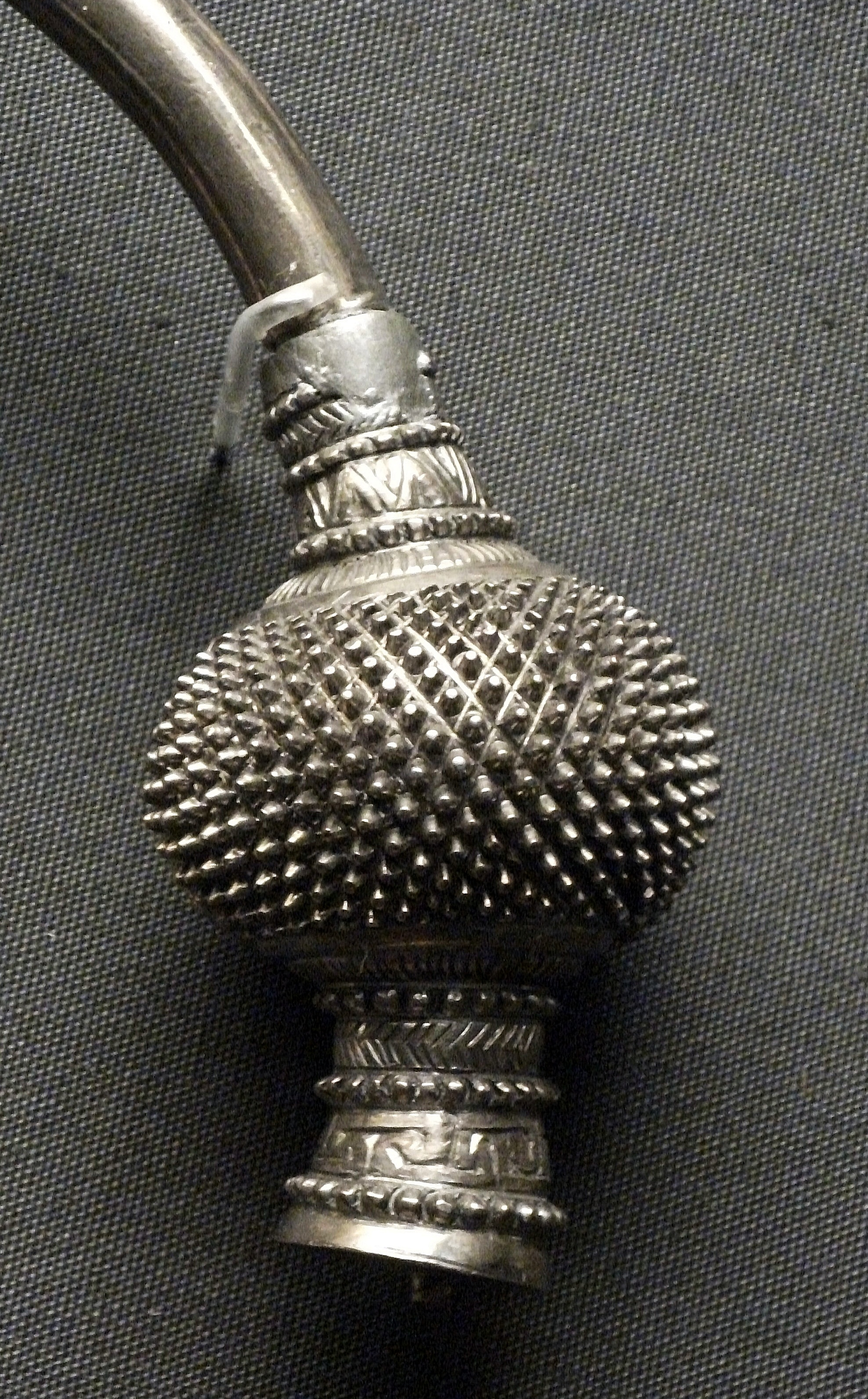
Extrémité de l'anneau d'une « broche à fleur de chardon »

### Broches scandinaves et médiévales

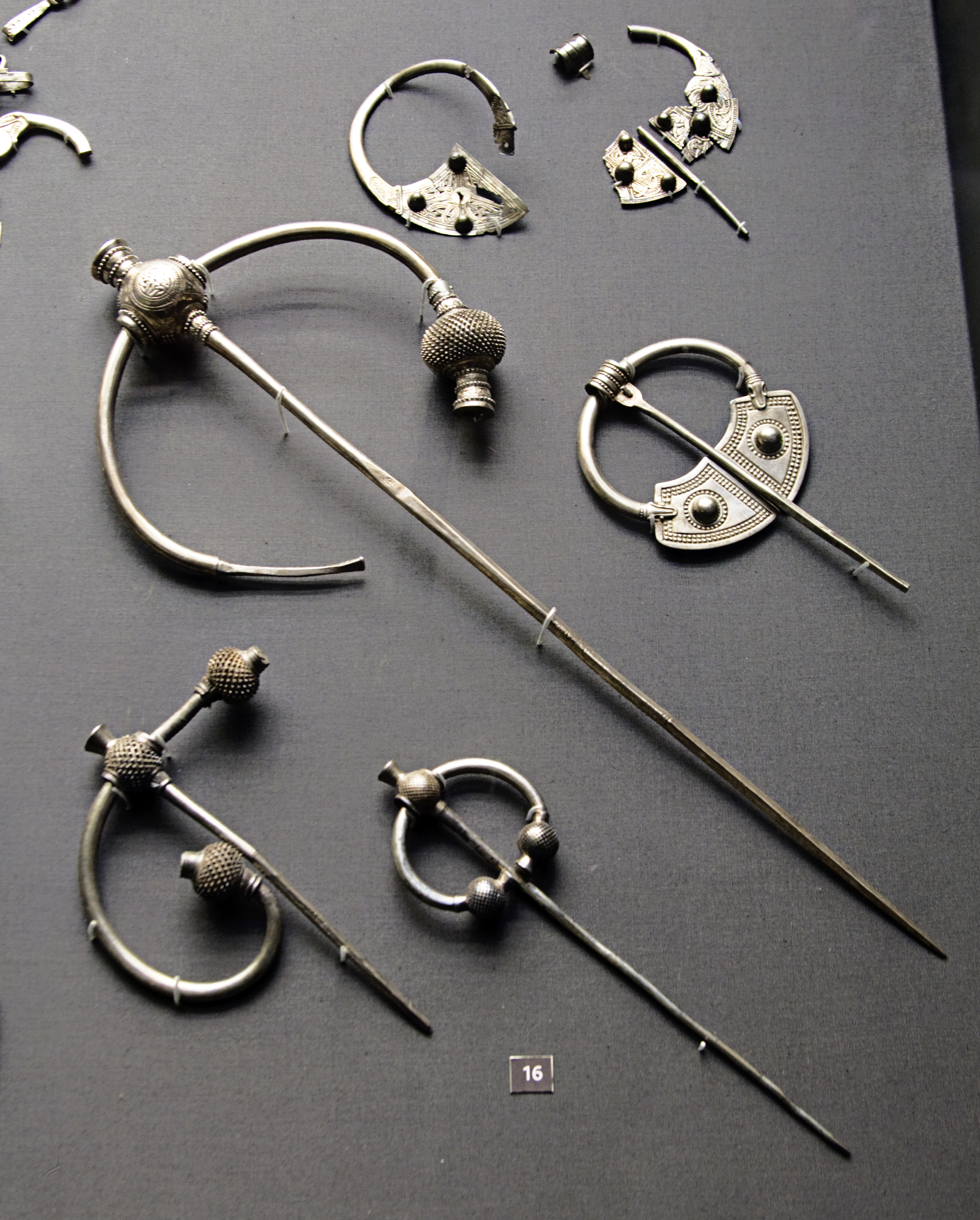
Broches pénannulaire en épine de la période Viking retrouvées à Penrith.

Les Vikings ont commencé leurs razzias en Irlande à partir de 795, avec des conséquences particulièrement catastrophiques pour les monastères. Toutefois, bien que les Vikings eussent établi quelques camps fortifiés pour l'hivernage (longphorts), et même fondé quelques comptoirs comme Dublin, Wexford, Cork et Waterford (le premier véritable centre urbain de l'île), les Gaëls ont mieux résisté à la colonisation à grande échelle que les Anglais et les Scots. Vers l'an mil, la situation s'était apaisée, aboutissant à la naissance d'une population cosmopolite de gaëls vikings dans les villes et les bourgs, tout le reste de l’île demeurant aux mains des Gaëls, dont les chefs ont souvent contracté mariages, accords commerciaux et alliances politiques avec les Vikings.
Cette période se caractérise par une grande abondance de métal d'argent, liée sans doute aux pillages et au négoce des Vikings : la plupart des broches de cette période sont grandes et massives, entièrement en argent, tandis que dorure, pierreries et ornementation disparaissent presque entièrement. Même les motifs ornementaux des Îles britanniques, ou ceux adoptés par les Vikings pour les armes ou le vêtement sont absents : ces traits poursuivent une tendance déjà perceptible à la fin de la période précédente, avant même l'influence scandinave. La broche de Roscrea (IXe siècle) illustre, parmi d'autres, cette transition : bien que l'épingle porte une platine triangulaire, son anneau d'argent massif est d'un travail fruste, et les rinceaux et fils d'or rapportés n'y prennent que peu de place,. La broche de Kilamery, avec ses platines d'argent, offre des caractéristiques comparables. Parmi les quelques fibules où l'on trouve des motifs scandinaves, citons la broche irlandaise de l'Île de Rathlin, avec motifs en empreinte là où la tradition irlandaise aurait recouru au moulage,.
Ces broches semblent être des créations des forgerons indigènes, mais elles étaient portés par des Vikings et des Gaëls. Les broches à fleur de chardon (thistle brooches) tirent leur nom des terminaisons caractéristiques de l'anneau et de la tête d'épingle : une boule massive couverte de pointes, comme les broches du trésor de Penrith ci-dessous. Les extrémités globulaires des anneaux et têtes d'épingle, quoique nombreuses, n'ont pas évincé entièrement les terminaisons aplaties, désormais ornementées par des bossages d'argent ou des entrelacs plus larges qu'auparavant. Sur ces broches, l'extrémité de l'anneau représente souvent un griffon. Le syncrétisme des broches du trésor de Penrith (Xe siècle) est typique à cet égard.

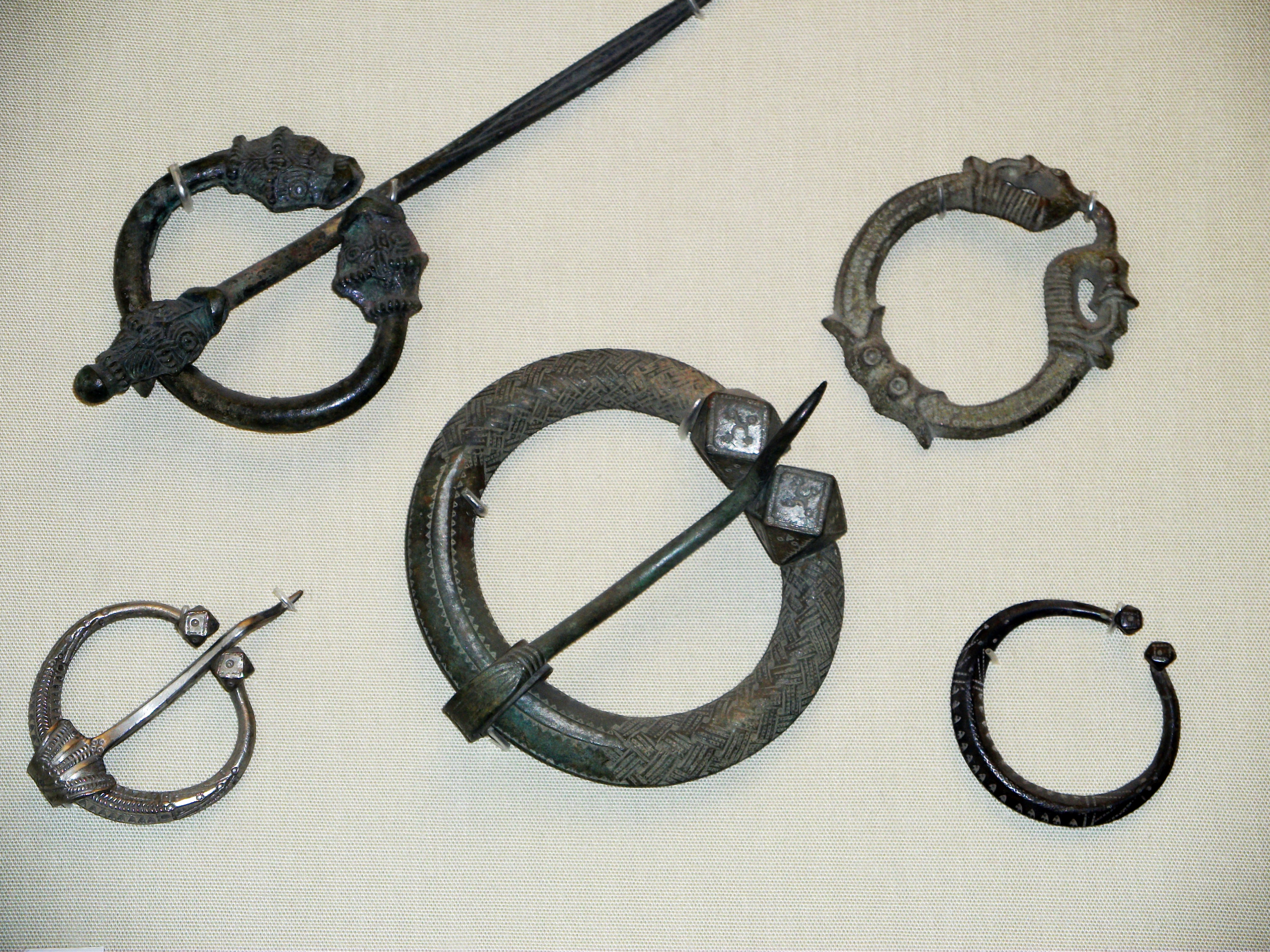
Fibules scandinaves, la plupart en métal.

Ces broches insulaires étaient importées en Scandinavie, qui commença à les produire : elles étaient un accessoire exclusif de la garde-robe masculine ; les femmes scandinaves portaient, elles, des broches de forme ovale par paires au dessus de la poitrine. D'un travail plus grossier que les broches insulaires, beaucoup sont « en bronze étamé plutôt qu'en argent. » La broche danoise de Møllerløkken (Xe siècle), de conception simple mais à terminaisons en fleur de chardon et entrelacs sur le pourtour de l'anneau, en est l'exemple le plus parfait,. Le Danelaw a produit d'autres spécimens de type insulaire, surtout les ateliers d'York. La mode des broches pénannulaires s'est effacée vers la fin du XIe siècle, avec l'adoption de l'art et des modes de vie normands en Irlande, en Écosse et en Scandinavie.

### Renouveau celtique

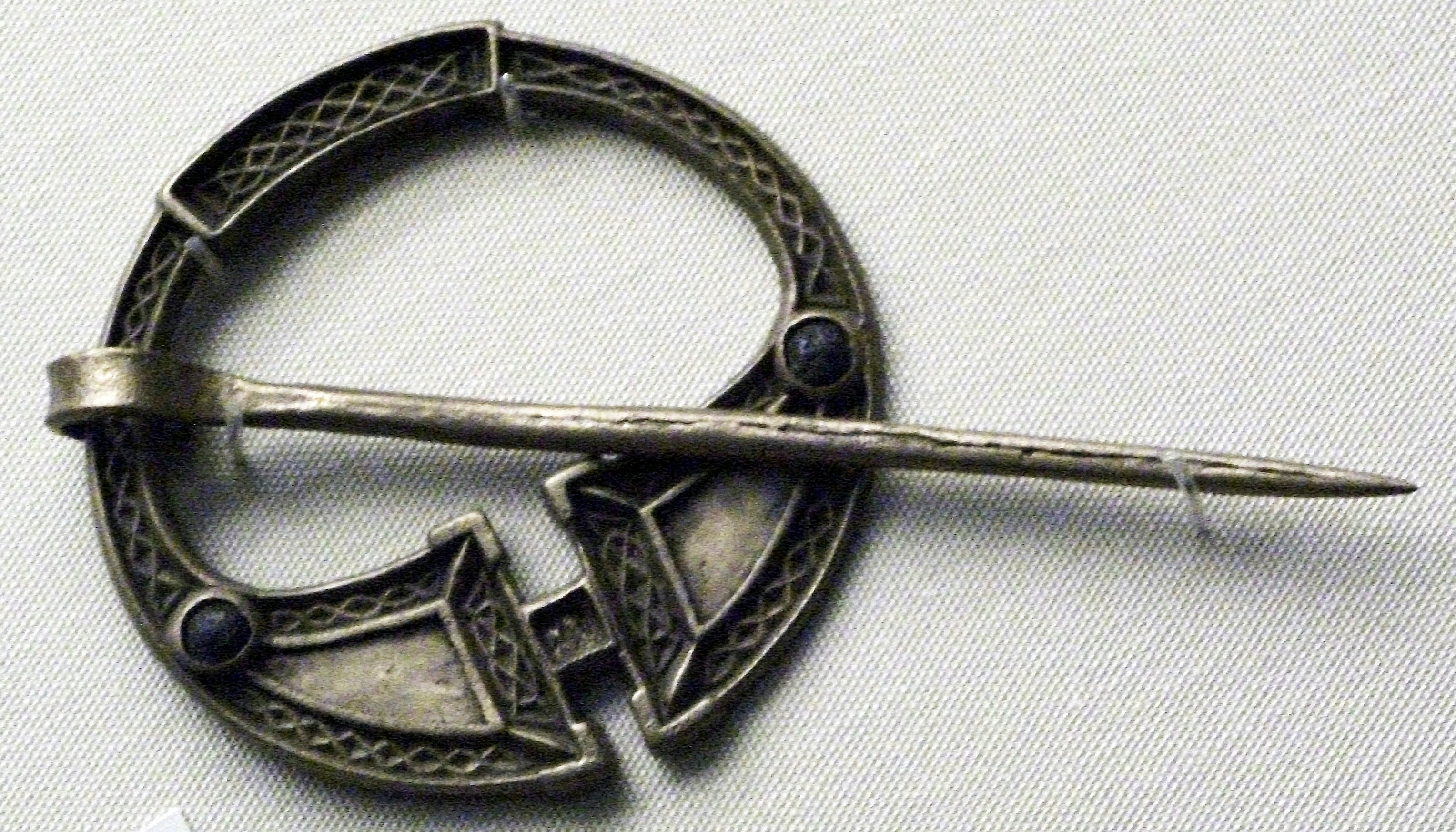
Broche irlandaise médiévale en bronze et verre ; l'épingle passe devant l'anneau dans cet exemple.

Les broches contemporaines imitent celles découvertes depuis le XVIIe siècle, et leur valeur artistique et symbolique dépasse le prix des matériaux qui les constituent. L'imitation de broches remonte au renouveau celtique au XIXe siècle.
Cette mode de l'orfèvrerie traditionnelle doit beaucoup à George Waterhouse, bijoutier de Sheffield établi à Dublin en 1842. La découverte de la broche de Tara en 1850 avait stimulé l'intérêt du public : reconnue d'emblée comme un chef d’œuvre, cette grande broche richement ornementée illustre les prouesses de l'art irlandais ancien. George Waterhouse en fit l'acquisition pour mettre en valeur les imitations de sa boutique de Dublin. Il la prêta pour l'Exposition universelle de 1851 à Londres et l'Exposition universelle de 1855 à Paris, et la reine Victoria put la revoir (cette pièce avait été spécialement envoyée pour expertise peu après sa découverte au château de Windsor) lors de l’exposition de Dublin en 1853.
En l'espace d'une décennie, George Waterhouse s'associa avec l'orfèvre West & Son de College Green pour breveter leurs motifs ornementaux. Le succès des broches en bijouterie s'explique à la fois par la fascination qu'exerçait le Moyen Âge et la fidélité des imitations aux pièces de collection antiques et médiévales ; toutefois les orfèvres avaient opté pour des tailles plus petites, et doublé l'épingle de systèmes de fixation plus modernes (boutons, boutonnières), même si les châles en cachemire, alors très en vogue, s'accommodaient très bien des broches à épingle anciennes. Il s'est produit de ces broches pour tous les prix, les plus chères s'efforçant de rendre la profusion décorative des plus beaux modèles anciens.